# Rapa (Celorico da Beira)
Rapa ist ein Ort und eine ehemalige Gemeinde (Freguesia) im portugiesischen Kreis Celorico da Beira. Die Gemeinde hatte 162 Einwohner (Stand 30. Juni 2011).
Am 29. September 2013 wurden die Gemeinden Rapa und Cadafaz zur neuen Gemeinde União das Freguesias de Rapa e Cadafaz zusammengeschlossen. Rapa ist Sitz dieser neu gebildeten Gemeinde.